# 4
Het jaar 4 (vier) is het vierde jaar in de 1e eeuw volgens de christelijke jaartelling.

## Gebeurtenissen

### Italië
- De Senaat voert de Romeinse wet Lex Aelia Sentia in, slaven worden beter beschermd en mogen tot 30 jaar het Romeins burgerrecht aanvragen.
- Keizer Augustus adopteert Tiberius Claudius Nero en de 16-jarige Marcus Vipsanius Agrippa Postumus als beoogde opvolgers van het Romeinse Rijk, en verleent hun de tribunicia potestas.
- Tiberius wordt opnieuw benoemd tot opperbevelhebber van het Romeins leger in Germanië en adopteert zijn neef Germanicus als derde troonopvolger.
- De 22-jarige Arminius wordt in Rome na zijn militaire training, als decurio ingedeeld bij de Germaanse turmae (ruiterij).

### Europa
- Tiberius tekent een niet-aanvalsverdrag met koning Sigimerus van de Cherusken en bevordert wegenbouw in Germanië.

### Parthië
- Orodes III (4 - 7) volgt Phraates V op als koning van het Parthische Rijk.

### Klein-Azië
- Gaius Vipsanius Agrippa overlijdt in Limyra aan zijn verwondingen, Augustus verliest twee erfopvolgers in drie jaar tijd.

## Geboren
- Lucius Junius Moderatus Columella, Romeins schrijver (overleden 70)

## Overleden
- Gaius Trebatius Testa, Romeins rechtsgeleerde
- Gaius Vipsanius Agrippa (24), zoon van Marcus Vipsanius Agrippa
- Terentia Varrones, echtgenote van Marcus Tullius Cicero
- Wang Li (Xin), Chinese functionaris en (half)broer van keizerin Wang Zhengjun

## Verschenen
- Nicolas van Damas, een Grieks historicus schrijft: Geschiedenis van de wereld in 14 delen.